# Focke-Wulf Ta 154
Il Focke-Wulf Ta 154 (chiamato anche Moskito) era un caccia notturno bimotore ad ala alta sviluppato dall'azienda aeronautica tedesca Focke-Wulf-Flugzeugbau GmbH negli anni quaranta.
Progettato da Kurt Tank rappresentò la risposta al più famoso de Havilland Mosquito britannico anche se non riuscì ad avere lo stesso peso nella seconda guerra mondiale in quanto prodotto in pochi esemplari e consegnato all'unico reparto operativo verso la fine del conflitto.

## Storia del progetto
Con la mancanza, in quel periodo di operai specializzati e di materiali strategici, le autorità tedesche chiesero un caccia notturno bimotore costruito quasi completamente in legno, con l'unica eccezione di parti dell'abitacolo, le cui parti venivano unite con un collante speciale (TEGO). Furono realizzati pochi esemplari, come pochissime furono le missioni affidate al Ta 154, a causa delle continue incursioni degli alleati, che distrussero una dopo l'altra le fabbriche che producevano questo collante.
Il primo prototipo venne collaudato nella seconda metà del 1943 e riuscì, nel confronto diretto, a superare in velocità i suoi concorrenti prodotti dalla Messerschmitt AG e dalla Ernst Heinkel Flugzeugwerke AG. Ciononostante, le problematiche relative ai collanti furono il suo punto debole e, dopo che furono provati collanti alternativi senza successo, fu abbandonato ogni ulteriore sviluppo del velivolo.
Nonostante le poche missioni compiute, questo aereo fece comprendere che sarebbe stato in grado di dare una grande spinta alla Luftwaffe. Ma il "Moskito" tedesco non ebbe però mai occasione di misurarsi in combattimento con il suo omonimo inglese.
I Ta 154 sopravvissuti al conflitto, col cessare delle ostilità, furono portati negli Stati Uniti e valutati attentamente.

## Tecnica
Il Ta 154 era un bimotore dotato di carrello triciclo anteriore progettato nel 1942 da Kurt Tank per il ruolo di caccia notturno. Si trattava di un eccellente progetto nonostante i limiti imposti dal dover ricorrere a materiali non strategici; in grado, almeno in teoria, di competere con i più famosi caccia notturni tedeschi.

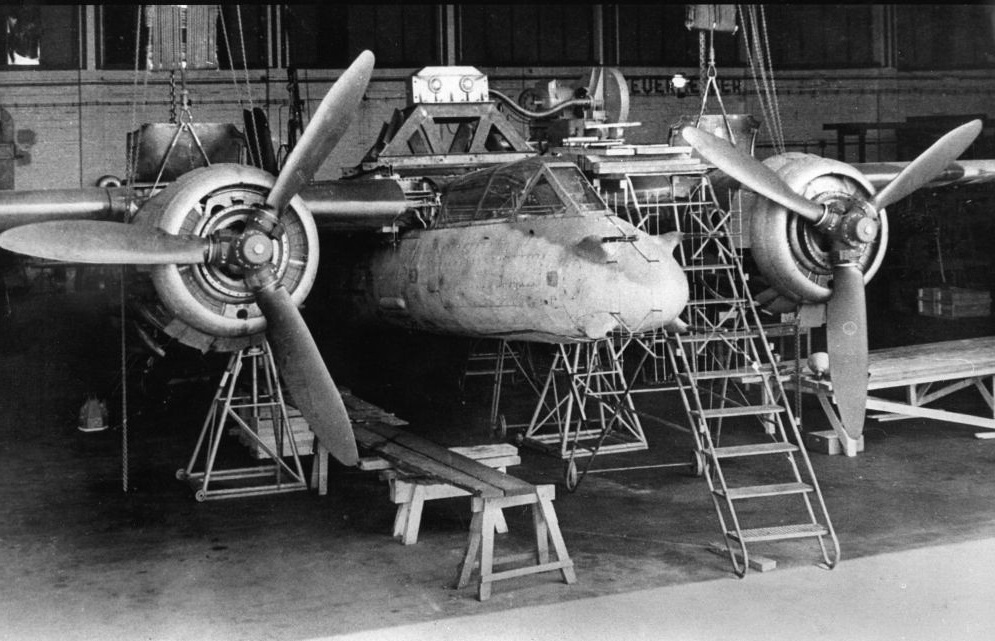
Focke-Wulf Ta 154 V2
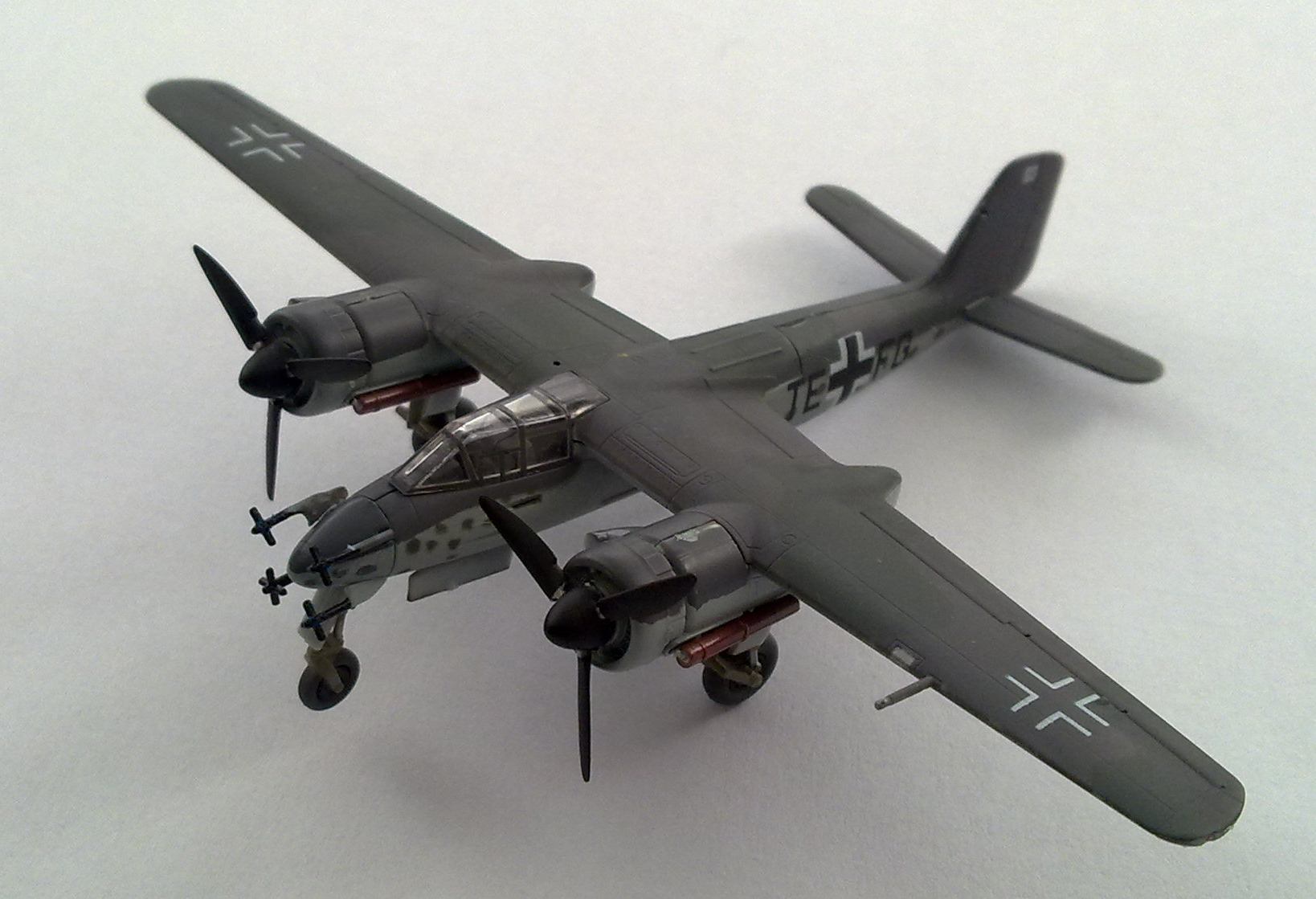
modello in scala del Ta 154

## Utilizzatori
Germania
- Luftwaffe
  - NJG 3